# جزيرة كارانغ كاكاباك
جزيرة كارانغ كاكاباك وهي جزيرة من جزر إندونيسيا، وتقع في إقليم جاوة الغربية.